# Jorja Miller
Jorja Miller (8 de fevereiro de 2024) é uma jogadora de rugby sevens neozelandesa. Ela joga rugby union de quinze e sete jogadores, e é membro da equipe feminina de Sevens da Nova Zelândia.

## Vida pessoal
Miller nasceu em 8 de fevereiro de 2004 em Timaru, filha de Tracey e Craig Miller. Ela tem dois irmãos mais velhos, Corin e Deon. Seu avô e seu pai jogaram no time de rúgbi sênior Harlequins, de Timaru (seu pai jogou mais de 200 partidas), enquanto sua mãe era membro do time feminino de South Canterbury. Os irmãos mais velhos de Miller também jogam rúgbi.
Seguindo os passos de sua bisavó, avó e mãe, Miller começou a dançar nas terras altas aos quatro anos de idade. Ela acabou se tornando uma campeã nacional de faixa etária em sua dança favorita, Sailor's Hornpipe. Em 2021, ela participou do campeonato nacional sub-18.
Miller também jogou basquete por um período. Ela inicialmente frequentou a Timaru Girls' High School antes de se mudar para a Christchurch Girls' High School como interna em 2019, na esperança de que, ao jogar rúgbi feminino no High School Old Boys Club, ela participasse de forma mais consistente de um nível mais alto de jogo e também ganhasse exposição que poderia resultar em sua seleção para o time Black Ferns Sevens.

## Carreira
Ela começou a jogar rúgbi aos quatro anos de idade com seu irmão em um time masculino do Timaru Harlequins Rugby Football Club. Em 2015, ela foi capitã do time sub-12 do Timaru Harlequins Rugby Football Club e foi uma das duas únicas meninas a fazer parte do time da Ilha Sul com menos de 48 kg. Em 2016, ela foi mais uma vez capitã do time Harlequins e foi membro do time da Ilha Sul com menos de 65 kg. Ela foi membro de todos os times de rúgbi da faixa etária de South Canterbury até que, aos 13 anos, se tornou inelegível para jogar rúgbi misto e deixou de jogar pelos Harlequins para jogar apenas pelo time feminino da Timaru Girls' High School e pelos times regionais femininos. Em 2017, Miller jogou pela Timaru Girl's High School na competição de quinze meninas do ensino médio Aoraki. O time perdeu por 60-42 para uma faculdade combinada Mt Hutt-Ashburton na final, apesar de Miller ter marcado três tentativas.
Miller assinou um contrato para se juntar ao time Black Ferns Sevens em 2022. Ela fez sua estreia como membro do time da Copa do Mundo de Rugby Sevens que ganhou uma medalha de prata na Cidade do Cabo. Miller foi membro do time Black Ferns Sevens que competiu na World Rugby Women's Sevens Series de 2022–23. Ela jogou em todos os jogos da temporada e foi nomeada em quatro times dos sonhos de torneios separados, nomeada jogadora da final no torneio de Sydney e no final da temporada foi nomeada Novata do Ano pela World Rugby.
Em novembro de 2023, Miller assinou um contrato de quatro anos com a New Zealand Rugby, que a comprometeu a jogar pela equipe feminina de Sevens da Nova Zelândia até 2027. Na época, foi o contrato mais longo assinado por uma jogadora de rugby da Nova Zelândia. Em 20 de junho de 2024, foi anunciado que ela havia sido selecionada como membro da equipe feminina de rúgbi sevens da Nova Zelândia para as Olimpíadas de Paris.